# Schweifglanzstar
Der Schweifglanzstar (Lamprotornis purpuropterus) ist eine Vogelart aus der Familie der Stare.

## Aussehen
Der Schweifglanzstar ist etwa 35 cm groß. Das Gefieder der Altvögel ist in dunklen, metallisch glänzenden Blautönen gefärbt und schimmert leicht violett. Der Kopf ist schwarz und die Augen sind sehr hell gelb bis elfenbeinfarben. Beine und Schnabel sind dunkelgrau. Der Schwanz ist im Vergleich zu anderen Vertretern  der Gattung Eigentliche Glanzstare sehr lang und erscheint im hinteren Drittel durch die unterschiedlich langen Schwanzfedern am Rand abgestuft.
Die Juvenilen sehen den Adulten bereits sehr ähnlich, ihr Gefieder ist jedoch matter und die Augen etwas dunkler.

## Verbreitung und Lebensraum
Das Verbreitungsgebiet des Schweifglanzstars liegt in Mittel- und Ostafrika. Die nördliche Grenze liegt im Sudan, die südliche in Tansania und die westliche in der Demokratischen Republik Kongo. Besiedelt werden Wälder, Buschland und Kulturlandschaften von Meereshöhe bis auf 2000 Meter.

## Lebensweise und Stimme
Meist kommt der Schweifglanzstar in Pärchen vor, welche sich überwiegend auf dem Boden aufhalten.
Der Gesang ist ein langes, komplexes und lautes Trällern mit sowohl scharf als auch weich klingenden Tönen. Er beherrscht auch das Nachahmen von Gesängen. Sitzend und im Flug ist der Ruf „swi-chou“ und ein leicht zitterndes „kwerr“.

## Systematik

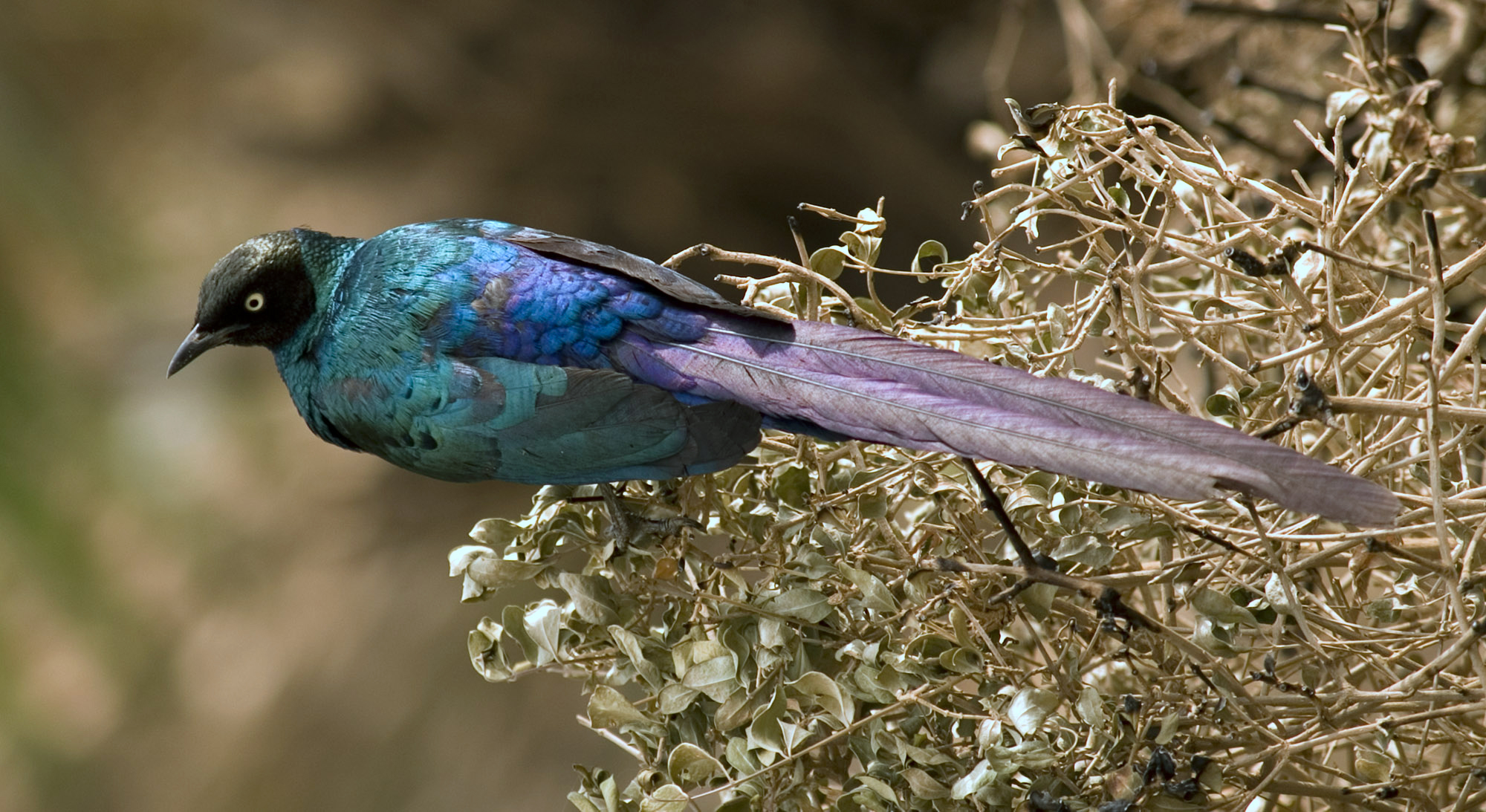
Der Langschwanz-Glanzstar (L. caudatus) ist der nächste Verwandte des Schweifglanzstars

Der Schweifglanzstar steht innerhalb der Gattung Lamprotornis in einer Verwandtschaftsgruppe mit vier weiteren Arten, die allesamt über sehr lange und fein gebänderte Schwänze verfügen. Seine Schwesterart ist der Langschwanz-Glanzstar (L. caudatus).
|  | Langschwanz-Glanzstar (Lamprotornis caudatus) |
|  |                                               |
|  | Schweifglanzstar (Lamprotornis purpuroptera)  |
|  |                                               |

|  | Mevesglanzstar (Lamprotornis mevesii) |
|  |                                       |
|  | Grauglanzstar (Lamprotornis unicolor) |
|  |                                       |

|  | Langschwanz-Glanzstar (Lamprotornis caudatus) |
|  |                                               |
|  | Schweifglanzstar (Lamprotornis purpuroptera)  |
|  |                                               |

|  | Mevesglanzstar (Lamprotornis mevesii) |
|  |                                       |
|  | Grauglanzstar (Lamprotornis unicolor) |
|  |                                       |

|  | Langschwanz-Glanzstar (Lamprotornis caudatus) |
|  |                                               |
|  | Schweifglanzstar (Lamprotornis purpuroptera)  |
|  |                                               |

|  | Mevesglanzstar (Lamprotornis mevesii) |
|  |                                       |
|  | Grauglanzstar (Lamprotornis unicolor) |
|  |                                       |

|  | Langschwanz-Glanzstar (Lamprotornis caudatus) |
|  |                                               |
|  | Schweifglanzstar (Lamprotornis purpuroptera)  |
|  |                                               |

|  | Mevesglanzstar (Lamprotornis mevesii) |
|  |                                       |
|  | Grauglanzstar (Lamprotornis unicolor) |
|  |                                       |